# ΜTorrent
µTorrent (« micro-torrent » ou « mu-torrent », la lettre grecque µ se prononçant « mu ») est un client BitTorrent propriétaire codé pour Windows et Mac OS X v10.5.
Ce programme est constitué d'un seul fichier compacté.
Il a originellement été créé dans l'idée de coder le client BitTorrent utilisant le moins de ressources système possible, tout en offrant la plupart des fonctionnalités des autres clients BitTorrent dits « complets » tels que Vuze et BitComet.
On le désigne souvent par µT ou uT (étant donné la difficulté de générer un µ sur un clavier).
Fin 2006, BitTorrent, Inc. fait l'acquisition de µTorrent, et depuis la version 6 de son client officiel est basé sur celui-ci. Depuis cette acquisition, le modèle d'affaires de µTorrent évolue visiblement vers une solution partiellement payante, et le logiciel s'alourdit progressivement et devient plus intrusif et moins communautaire. Le 9 août 2012, BitTorrent, Inc annonce l'arrivée de publicités dans la prochaine version de leur client, sous la forme de torrents sponsorisés, pour les utilisateurs gratuits (n'ayant pas acheté µTorrent Plus), en arguant de la survie de leur compagnie. Toutefois, le site TorrentFreak dit avoir des sources leur annonçant que les revenus annuels de BitTorrent, Inc se situeraient entre 15 et 20 millions de dollars, laissant présumer que cet argument de survie n'est qu'un prétexte. Dans les commentaires, les utilisateurs disent se tourner vers l'ancienne version µTorrent 2.2.1, libre de publicités et des nouvelles fonctionnalités considérées contraires à la philosophie originale du logiciel.
Début 2015, la version 3.4.2 de µTorrent installe à l'insu des utilisateurs un logiciel de minage de Bitcoin, ce qui entraine une sur-consommation des ressources systèmes notamment CPU et augmente la consommation d'électricité de l'ordinateur sur lequel il est installé.

## Historique
N'en pouvant plus d'utiliser des logiciels qui utilisent de plus en plus de ressources système (communément appelés bloatware), Vurlix suggère à Ludde de créer un petit, mais toutefois puissant client BitTorrent, puisque ce dernier utilise fréquemment BitTorrent.
Originellement, Ludde ne pensait pas à créer un client ayant de multiples fonctionnalités, mais il y travailla durant un mois ou deux en 2004 et compléta la version 1.0 par la suite.
Depuis, il améliore régulièrement le programme qui est réputé pour ses versions « bêta » très stables.

## Fonctionnalités
- Chiffrement
- Téléchargements multiples et simultanés
- Usage intelligent de la bande passante
- Priorité des téléchargements manuelle
- Planification configurable de la bande passante
- Blocage d'IP
- Utilisation du cache configurable
- Possibilité de régler une limite de vitesse pour chaque torrent individuellement
- Supporte l'Unicode
- Reprend rapidement les transferts interrompus
- Supporte l'UPnP avec toutes les versions de Windows
- Supporte les extensions de protocole populaires
- DHT (compatible avec Mainline)
- Fonction de recherche sur le Web pouvant être personnalisée
- Icônes personnalisées
- Disponible en plusieurs langues
- Fichier d'installation de petite taille
- Super-seeding (en) (fonctionnalité utile lors du premier partage d'un fichier)
- Correspondance des ports NAT-PMP
- Demande de seeders

## Taille
Composé d'un seul fichier exécutable d'environ un mégaoctet (aucune installation n'est requise), μTorrent est un client extrêmement compact.
Cette petite taille a pu être atteinte en évitant d'utiliser des bibliothèques logicielles massives (telle que la bibliothèque C++ standard et les stream facilities) et en créant des substituts écrits spécialement pour ce programme.
Le fichier exécutable est également compressé à un ratio de 50 % en utilisant UPX.

## Auteurs
- Ludde (pseudonyme de Ludvig Strigeus) est le seul développeur Windows pour µTorrent.
- Vurlix (pseudonyme de Serge Paquet) travaille afin de porter cette application vers Mac OS X. C'est en 2008 qu'est sortie la première version beta, pour Mac OS X v10.5[4].

## Concurrent
Le logiciel qBittorrent vise à fournir une alternative en logiciel libre à µtorrent. Il a été lancé en 2006 après l'achat de µtorrent par l'entreprise commerciale BitTorrent, Inc..